# Eminem
马绍尔·布鲁斯·马瑟斯三世（英語：Marshall Bruce Mathers III；1972年10月17日—），艺名EMINEM（ /ˌɛmɪˈnɛm/，個性化作EMINƎM），美國男嘻哈音樂饒舌歌手、詞曲作家、唱片製作人、演員及電影製作人。
阿姆是有史以來最暢銷的音樂藝術家之一，銷售額估計超過2.2億張。他是2000年代美國最暢銷的音樂藝術家，《告示牌》稱他為“十年藝術家(Artist of the Decade)（2000–2009）”。《The Marshall Mathers LP》，《The Eminem Show》，《Lose Yourself》，《Love The Way You Lie》和《Not Afraid》都獲得了美國唱片業協會的鑽石認證。阿姆贏得了無數獎項，包括15項格萊美獎、8項全美音樂獎、17項告示牌音樂獎、奧斯卡獎和MTV歐洲音樂全球偶像獎。他在Billboard 200上擁有十張第一名的專輯，這些都連續登上排行榜的第一位，這使他成為唯一一位達到這一目標的藝術家，和Billboard Hot 100上的五張第一名的單曲。《滾石》將他列入了有史以來100位最偉大的藝術家名單。
在發行首張專輯《Infinite》（1996年）和迷你專輯《Slim Shady EP》（1997年）之後，Eminem與Dr. Dre的Aftermath Entertainment簽約，隨後在1999年憑藉The Slim Shady LP獲得了主流流行。他的下兩張專輯《The Marshall Mathers LP》（2000年）和《The Eminem Show》（2002年）在全世界都很成功，均獲得了格萊美獎年度專輯提名。在發行了他的最後一張專輯Encore（2004）之後，Eminem在2005年中斷了發行，部分原因是處方藥成癮。四年後，他憑藉Relapse（2009）的發行重返音樂界，並於次年發行了Recovery。Recovery是2010年全球最暢銷的專輯，這使它成為Eminem繼2002年的The Eminem Show之後的第二張全球年度最暢銷專輯。在接下來的幾年中，他發行了美國排名第一的專輯《The Marshall Mathers LP 2》，《Revival》，《Kamikaze》，《Music to Be Murdered By》 ， 《The Death of Slim Shady (Coup De Grâce)》和《The Death of Slim Shady (Coup De Grâce): Expanded Mourner’s Edition》。
除了個人職業生涯，阿姆還是嘻哈組D12的成員。他還因與位於底特律的饒舌歌手Royce da 5'9“的合作而聞名；兩者合稱為Bad Meets Evil。Eminem出演了音樂劇電影《8 Mile》（2002年），扮演了他自己的虛構版本。並因其 “ Lose Yourself ”而獲得了第75屆奧斯卡金像獎最佳原創歌曲獎。這使他成為第一位獲得該獎項的嘻哈藝術家。他曾在電影《洗車好兄弟》（2001年），《命運好好笑》（2009年）和《名嘴出任務》（2014年）以及電視劇《我家也有大明星》（2010年）中客串演出。 Eminem與經紀人Paul Rosenberg共同開發了包括Shady Records在內的其他企業，這有助於開拓50 Cent，Yelawolf和Obie Trice等藝術家的職業生涯。他還在天狼星衛星廣播上建立了自己的頻道Shade 45。
Eminem以在中美洲地區普及嘻哈音樂而著稱，其空前的全球商業成功和為白人說唱歌手贏得讚譽的作品因打破種族壁壘接受流行音樂中的白人饒舌歌手而受到廣泛認可。阿姆白手起家，阿姆的激起音樂的憤怒代表了美國下層階級的現實。隨著非裔美國人，西班牙裔和拉丁美洲裔美國人發展嘻哈藝術形式，阿姆毫無爭議地被視為有史以來最偉大的饒舌歌手之一，而他以黑人音樂形式的突出地位使他被認為是21世紀流行音樂的重要人物。他對各種流派的藝術家都產生了巨大的影響。

## 生平

### 1972-1997：早期生涯和《Infinite》
生於密蘇里州聖約瑟夫（St. Joseph），出生不久後，父親便離開了他的家庭。在12歲之前，母親(Debbie)帶著他多次搬家，如堪薩斯、薩凡納等地，直到後來他們在密歇根州底特律的郊區沃倫市定居。生活在黑人社區的阿姆，從小就是在學校被霸凌的對象，家人們也不怎麼關心他，唯獨就是他舅舅，因個性內向，阿姆在其他地方也不怎麼好過，且阿姆也說過，他生活的地方是可以隨時看到有人被槍殺。在聽過Beastie Boys的專輯《Licensed to Ill》以及舅舅所送的一首Ice-T的單曲之後，阿姆對嘻哈樂產生了興趣，14歲便第一次登臺演出。高中時期經常參加嘻哈比賽（freestyle battle），在地下嘻哈樂迷中有一定的人氣。兩個使用過的名字 "Manix" 和 "M&M，後來演變成了Eminem。因為經常翹課的緣故，阿姆讀了兩次九年級，在17歲的時候輟學。
從1992年起，阿姆和好友Jeff和Mark Bass管理的FBT Productions簽下合約，有時候他也在位於底特律聖克雷爾畔的Gilbert's Lodge餐廳打一份最低工資的洗碗和烹飪的工作。在1996年，阿姆發行了他的首張專輯《Infinite》，這張專輯是在Bass Brothers擁有的Bassment工作室錄製的，並以他們的獨立廠牌Web Entertainment出版。阿姆回憶說：“很明顯，那時候我很年輕並且受到其他音樂人的影響，我得到很多人反應，說我唱得像Nas和AZ。《Infinite》是一張我想去找出我自己的嘻哈風格、怎樣在麥克風前唱出和展示我自己的專輯。這是一個成長的舞臺，我感覺《Infinite》就像一個我剛剛起步的演示。”這張專輯的歌詞裡唱到的內容包括阿姆撫養他剛出生的女兒海莉（Hailie）時，沒有足夠資金的窘迫處境。在事業的早期，阿姆以“Bad Meets Evil”的藝名和夥伴底特律嘻哈藝人Royce da 5'9"合作。

### 1998-1999: 《The Slim Shady LP》
根據美國《告示牌雜誌》的描述，阿姆在人生的這一點上已經到了“實現我的音樂夢想是擺脫痛苦生活的唯一出路”的程度。在1998年阿姆與Aftermath Entertainment/Interscope Records簽約後，阿姆於1999年推出了他的首張大牌工作室專輯《The Slim Shady LP》，由Dr. Dre擔當製作人。關於這張專輯，引用Billboard的原話，是“野蠻的”和“在歌詞材料的幾年之前他已經事先開始寫了”。《The Slim Shady LP》成為1999年美國最流行的專輯之一，在年底獲得了鉑金唱片的銷量。但隨著這張唱片的流行，有關其中歌詞的爭議也隨之而來。在歌曲"97 Bonnie and Clyde"中，他描述了一趟與還是嬰兒的女兒的旅行中，是怎樣處置他妻子的屍體。另外一首歌"Guilty Conscience"中，結束時阿姆鼓勵一個男人去謀殺他的妻子和他妻子的情人。"Guilty Conscience" 標誌著阿姆與Dr. Dre牢固朋友關係和音樂合作的開始，他們兩人在之後一起合作製作了一連串轟動的歌曲，包括Dr. Dre的專輯《2001》裡的"Forgot About Dre"和"What's the Difference"，阿姆《The Marshall Mathers LP》裡的"Bitch Please"、《The Eminem Show》裡的"Say What You Say"和《Encore》裡的"Curtains Down" 。所以，Dr. Dre會在阿姆的工作室製作的所有Aftermath廠牌的專輯裡至少客串一次。

### 2000-2001: 《The Marshall Mathers LP》
阿姆的第二張專輯《The Marshall Mathers LP》於2000年5月發行。在發行後一周內就賣出了176萬張，打破了著名美國饒舌歌手史努比狗狗的《Doggystyle》保持的最快銷售嘻哈專輯記錄和小甜甜布蘭妮《...Baby One More Time》保持的最快銷售個人專輯記錄。《The Marshall Mathers LP》裡最先發行的歌曲"The Real Slim Shady"很成功，不過也帶來一些爭議，因為阿姆在這首歌中侮辱了和懷疑了許多明星，其中之一是他提及到克莉絲汀·阿奎萊拉為Carson Daly跟林普巴茲提特的Fred Durst口交。在阿姆的第二首歌"The Way I Am"中，他揭示唱片公司給了他很多壓力去重奪"My Name Is"的第一寶座和賣出更多的唱片。雖然阿姆在"My Name Is"的音樂錄影帶中模仿了搖滾明星瑪麗蓮·曼森，可是他們的關係卻很好。他們一起在一個演唱會上合作了一首混音版的"The Way I Am"。第三首歌曲"Stan"取了Dido的歌曲"Thank You"的音樂樣本，在這首歌曲中，阿姆開始以他的名利為題材，描述到他的一個發瘋的歌迷自杀并且害死怀孕的女友，是《The Slim Shady LP》的"97 Bonnie & Clyde"的回應。美國Q雜誌把"Stan"列為史上第三偉大的的饒舌歌曲，這首歌也在Top40-Charts.com網站進行的一個類似調查中排到了第十名。"Stan"獲得了很多好評，在滾石雜誌的"500首史上最偉大歌曲"排行榜中排到了第290位。2000年7月，阿姆成為第一個登上《The Source》雜誌封面的白人。
阿姆在2001年舉辦了很多巡迴演唱會，其中包括饒舌歌手Dr. Dre、Snoop Dogg、Xzibit和Ice Cube助陣的“Up In Smoke Tour”和搖滾樂隊林普巴茲提特助陣的“Family Values Tour”。

### 2002: 《TheShow》
阿姆的第三張主打專輯《The Eminem Show》在2002年夏天發行，在第一周內賣出了超過一百萬張拷貝，登上唱片銷售榜的第一位，成為又一轟動。裡面精選了歌曲"Without Me"，一個明顯的"The Real Slim Shady"的續作，裡面作了很多針對男孩樂隊例如Limp Bizkit、Moby和Lynne Cheney的批評言論。而《sing for the moment》則是當時很多家長認為阿姆會教壞孩子，阿姆做了這首歌回應這件事。而《superman》則是阿姆和mariah carey交往的關係，而次歌的MV由於太過露骨，色情從5:03砍到剩下4:47。而《Cleanin,out my closet》是阿姆數落自己父母，爸爸跑了，母親酗酒，這樣的一個不完美的家庭。這張專輯反映了阿姆取得名利後的影響、與女兒和妻子的關係和他在嘻哈音樂界的地位。阿姆也提及到2000年他毆打一名親吻他妻子的保鏢。Allmusic網站的Stephen Thomas Erlewine認為，因為《The Eminem Show》的很多歌曲展示了真正的憤怒，故這張專輯被認為沒有《The Marshall Mathers LP》那麼瘋狂。然而，曾經批評過《The Marshall Mathers LP》裡厭惡女人的傾向的L. Brent Bozell III，認為《The Eminem Show》裡大量使用了淫穢語言，並且因為阿姆在專輯的潔版（clean edition）裡任意刪除了裡面到處都有的淫穢詞彙"motherfucker"，所以給了阿姆一個綽號："Eminef"（阿賊）。

### 2003-2004: 《Encore》
2003年12月8日，美國特勤處認為阿姆的歌曲"We As Americans"中的歌詞"Fuck money / I don't rap for 『dead presidents』 / I'd rather see 『the president dead』 / It's never been said, but I set precedents..."威脅到美國總統小布什。這首歌本來是收錄在新專輯《Encore》的曲目中，但因為以上的原因，最後只能收錄在《Encore》的bonus CD中。
2004年阿姆發行了他的第四張主打專輯《Encore》，這張專輯也成為了排行榜上的冠軍。阿姆在歌曲"Just Lose It"中很明顯地表達了對麥可·傑克森的無禮。2004年10月12日，在《Encore》的第一首單曲"Just Lose It"發行的一個月後，麥可·傑克森在洛杉磯的Steve Harvey電臺的節目上談到了"Just Lose It"的音樂錄影帶給他帶來的不快。"Just Lose It"的音樂錄影帶裡阿姆模仿了麥可·傑克森的性侵兒童案審判，整容手術和1984年拍攝百事可樂廣告時頭髮不慎著火的事。"Just Lose It"的歌詞提到了麥可·傑克森法律上的麻煩事，阿姆在歌詞裡提到："...and that's not a stab at Michael/That's just a metaphor/I'm just psycho...."（那不是對麥可的諷刺，這只是個比喻，我只是個神經病） 。很多麥可·傑克森的歌迷和朋友都指責了這個音樂錄影帶，包括史提夫·汪達，他說這個音樂錄影帶"打擊一個正在困境中的人"、"胡扯"。Steve Harvey也說：“阿姆已經失去了他的貧民區通行證，我們希望他會拿回來。”在這個音樂錄影帶中，阿姆模仿了Pee Wee Herman、MC Hammer還有麥當娜。
黑人娛樂電視（Black Entertainment Television）是第一個停止播出“Just Lose It"音樂錄影帶的頻道。然而MTV卻宣佈將繼續播出這個MV。The Source的首席執行官Raymond "Benzino" Scott，不單單要求禁止播出這個MV，還要求阿姆將這首歌從專輯中抹去和對麥可·傑克森道歉。在2007年米高·積遜和索尼公司從Viacom公司收購了Famous Music LLC。這個交易給予了麥可·傑克森、阿姆、夏奇拉和Beck歌曲的版權。而另一首《Mockingbird》阿姆提到自己的女兒海莉，說這自己扶養海莉的過程，知道自己的女兒非常希望有個爸爸媽媽都在的童年。歌儘管這張專輯的第一首歌曲是喜劇主題的，《Encore》裡面大多都是嚴肅題材的歌曲，包括“Like toy soldiers”和一首反戰歌曲"Mosh"。2004年10月25日，正好是美國總統選舉的一周前，阿姆在互聯網上發行了"Mosh"的音樂錄影帶。這首歌很明顯地帶有反布希的傾向，裡面的歌詞"fuck Bush"與"this weapon of mass destruction that we call our president"（這位我們稱為總統的大殺傷力武器）都體現了這一點。錄影帶裡阿姆召集了一支人民軍隊，裡面包括饒舌歌手Lloyd Banks，它代表了布希政府統治下的受害者，阿姆把他們指引到了白宮。然而，在這支軍隊的一次休息中，出現了他們在簡單註冊後投票的場景。這個音樂錄影帶以螢幕上出現 「VOTE Tuesday November 2」（十一月二日星期二去投票）的文字而結束。在布希贏得選舉之後，錄影帶的結尾改成了阿姆和抗議者們在布希發表演說時突然進入會場搗亂。“Like toy soldier”的MV中描述自己的國中好友Proof不幸在酒吧的暴亂中死亡,離奇的是,Proof碰巧在兩年後的2006年4月11日以MV中的死因去世。
同時，阿姆日後發布的《Live From New York 2005》也是在這一階段錄製，由於大量服用成癮性藥物，阿姆這一段時間的狀態非常低落。有人認為阿姆「自從《The Eminem Show》之後就沒做過什麼好事」。從《Live From New York 2005》中可以看出，阿姆在台上並沒有表現出其應有的激情，在幾首並不出彩的歌曲（如《Rain Man》《Ass Like That》等），演唱會的氣氛很大程度上是靠同台的Proof、Bizarre等人以及瘋狂熱情的觀眾營造起來的。

### 2005-2006: 《Curtain Call: The Hits》和《Eminem Presents:The Re-Up》
2005年，一些業內人士推測阿姆正在考慮結束他六年的出了不少白金專輯的饒舌生涯。年初有謠言說在年底會有一張雙碟專輯《The Funeral》發行。這張精選專輯最後叫做《Curtain Call: The Hits》，在2005年12月6號由Aftermath Entertainment發行。2005年7月，底特律自由報爆料說阿姆未來可能成為一名個人表演者，引用了阿姆圈子裡的朋友說他會全心全意做一名發行者和唱片管理者的話。在這張精選集發行的同一天，阿姆在底特律本地電臺WKQI的節目"Mojo in the Morning"中否認他將會退休，不過卻暗示他會在明星生涯中稍作休息，他說道："I'm at a point in my life right now where I feel like I don't know where my career is going ... This is the reason that we called it 'Curtain Call', because this could be the final thing. We don't know."（我現在處於人生中的這一點，不知道我的事業要怎樣繼續下去……這也是我將之命名為「落幕」(「Curtain Call」)的原因，因為這有可能是最後的（專輯）。誰都不知道。）
同年，阿姆被作家貝納德·戈德堡（Bernard Goldberg）在新書《一百個搞砸了美國的人》中排在第58位。戈德堡引用了紐約時報卜·赫伯特（Bob Herbert）在2001年時說的話：“在阿姆的世界裡，所有的婦女都是妓女，他都想把她們強姦和屠殺掉。”阿姆專輯《The Slim Shady EP》裡的歌曲"No One's Iller"被戈德堡用來作為表明阿姆的這種厭惡的例子。
2005年夏天，阿姆展開了為期三年的全美巡迴演唱會“the Anger Management 3 Tour"，有包括50 Cent、G-Unit、Lil'Jon、D12、Obie Trice、The Alchemist和其他的明星助陣。在同年8月，阿姆取消了歐洲巡演，之後為了逃避Proof死亡所帶來的打擊而開始嗑藥，並且進出勒戒所。

### 2007-2010：《Relapse》和《Recovery》
2007年9月，阿姆給紐約電臺Hot 97在採訪50 Cent時打了一個電話。Eminem表示他正在考慮是否應該發行一張新的專輯。他說：「我一直在工作－－我一直在錄音間裡。現在我感覺很好，動力很充足。有段時間，我不想進到錄音間內……我處理了一些私事。我現在從那些私事的陰影中走出後，感覺真的很好。」
2008年9月，阿姆在他自己的電視臺Shade 45向公眾露了面，他說：「現在我正在集中思想做我的工作，也就是錄錄歌之類的。你們知道，當我做出更多的歌曲我就會漸漸的變得更好。因為我剛剛開始瞭解饒舌界的動態。」正在這段時間，Interscope宣布阿姆將在2009年春天發行新專輯。
2008年12月，阿姆發表關於新專輯的更多細節，並且公布這張專輯的名稱為《Relapse》。他說：「我和Dre又像過去那樣一起混在錄音間內。Dre最後會以發行者身分製作《Relapse》專輯裡大部分的歌。我們又回到過去的形式了……現在就這樣吧。」
2009年3月5日阿姆宣佈他會在2009年發行兩張專輯。第一張《Relapse》在5月19日發行，首發《We Made You》單曲以及音樂錄影帶提前在4月7日發行。
2009年10月3日阿姆和DJ Whoo Kid一起在Shade 45電視臺上宣佈Denaun Porter和Just Blaze已努力完成《Recovery》。

### 2012-2013: 《The Marshall Mathers LP 2》
2012年協助旗下Slaughter House拍攝〈My life〉的MV，以及《Welcome to our : house》專輯出版，並跨刀參與許多首歌曲的演唱。
2012年底宣布再次回歸樂壇，以一首跟魔力紅主唱Adam Levine、50 Cent合作的《My Life》正式復出。隔周再次與Skylar Grey合作一首歌曲《C'mon Let Me Ride》。
2013年8月13日 發佈單曲《Survival》，為電玩決勝時刻：魅影(Call of Duty: Ghosts)之宣傳曲。
2013年 8月26日 發佈單曲《Berzerk》，空降當周告示牌百強榜第3名,隨後在一週後音樂錄影帶釋出。單曲亦是Beats耳機的宣傳曲之一。
2013年11月5日 《The Marshall Mathers LP 2》正式發行。內容延續13年前《The Marshall Mathers LP》狂放不羈的形象,連頭髮再度染成金色。
新專輯首周在美國售出79萬2千張，空降Billboard榜第一位，為本年首周第二銷量高的專輯，而且更在短短兩周裏得到了美國唱片業協會的白金唱片銷售認證。

### 2014-2016: 《Shady XV》 和 Southpaw
為了要紀念自家品牌Shady Record創立15週年，所以製作《Shady XV》來紀念。此為雙CD版本，唱片X是2014年錄製的新歌，唱片V是過去15年的精選歌單。

### 2017-2019：《Revival》 和 《Kamikaze》
2017年12月，發布《Revival》，其中一首與紅髮艾德合作的單曲《River》獲得了白金唱片，但評價非常兩極。
2018年8月，發布《Kamikaze》，其中評判現在的新生代饒舌歌手的flow都大同小異，在一首與Royce Da 5'9合作的單曲《Not Alike》中提起機關槍凱莉在2012年說出不尊重Eminem女兒海莉的貼文，在《The Ringer》中提到Lil pump和Lil Xan都在學傳奇饒舌歌手Lil Wayne，在《Fall》提到現在的新生代饒舌歌手都只是在學Jay-Z、Migos、Drake，也提到造物主泰勒，原因是造物主泰勒在Eminem的單曲Walk on Water發布的當天在推特中說出負面評價。
而在《Kamikaze》發布的五天後機關槍凱莉發布了單曲《Rap devil》回應Eminem，但Eminem上了Sawy的訪問說出真正Diss機關槍凱莉的原因是因為在他和Tech N9ne合作的單曲中唱出You just rap、you not God，隨後又發布單曲《Killshot》回應機關槍凱莉。

### 2020：《Music to Be Murdered By》
2020年1月17日，釋出第11號專輯《Music to be murder by》，並於當天釋出《Darkness》的MV，在MV中阿姆描述了美國歷史上最嚴重的大規模槍擊事件—拉斯維加斯槍擊案，並在MV最後留了兩句對白“When will this end? When enough people care.”要大家正視槍枝氾濫的問題,悲劇才不會再發生。專輯內的《Godzilla》因為最後的高速饒舌受到好評，MV請到拳王邁克·泰森來合作，在Lyrical Lemonade的YT頻道上發布。

### 2020-2021: 《Music to Be Murdered By -Side B》
2020年12月18日,Eminem釋出《Music to Be Murdered By》的補充碟《Side B》

### 2024: 《The Death of Slim Shady (Coup de Grâce)》 和 《The Death of Slim Shady (Coup De Grâce): Expanded Mourner’s Edition》
2024年7月12日，Eminem釋出第十二張錄音室專輯 《The Death of Slim Shady (Coup de Grâce)》
2024年9月13日，Eminem釋出第十三張錄音室專輯 《The Death of Slim Shady (Coup De Grâce): Expanded Mourner’s Edition》

## 音樂作品

### 1. 個人专辑

#### 地下
《Infinite》 (1996)
《SlimShady EP》（1997）

#### 主流
《The Slim Shady LP》 (1999)
《The Marshall Mathers LP》 (2000）
《The Eminem Show》 (2002)
《Encore》 (2004)
《Relapse》 (2009年5月)
- 《Relapse: Refill》（2009年12月）（雙CD特別版（英语：Reissue））

《Recovery》 (2010)
《The Marshall Mathers LP 2》 (2013)
《Revival》 (2017)
《Kamikaze》 (2018)
《Music to Be Murdered By》（2020年1月） 
- 《Music to Be Murdered By - Side B》（2020年12月）（雙CD特別版）

《The Death of Slim Shady (Coup de Grâce)》（2024年）
附註：
1. “The Slim Shady LP”、“The Marshall Mathers LP”、“The Eminem show”、“Relapse”、“Recovery”、“The Marshall Mathers LP 2”曾获格莱美最佳饒舌专辑奖。
2. “The Marshall Mathers LP”是历史上最为畅销的饒舌专辑。这张专辑為阿姆和他的唱片公司Shady Records带来知名度，并把他所在的饒舌组合D12带入饒舌界主流。
3. “Stan”被牛津英語詞典收錄成一詞，這讓 Eminem 的粉絲們激動不已，對這一單詞的解釋是，作為名詞用作指「某個明星的瘋狂粉絲」，此外還可以作為動詞來使用。單詞來自 Eminem 的經典歌曲“Stan”。

#### 精選輯（Compilation album）
《Curtain Call: The Hits》(2005)
《Curtain Call 2》(2022)

### 2. 團體专辑（Collaborative album）

#### D12
《Devil's Night》(2001)
《D12 World》(2004)
附註：在2018年8月31日，Eminem發布了個人專輯Kamikaze ，其中一首歌「Stepping stone」的歌詞宣布D12正式解散。

#### Shady Records（英语：Shady Records）（阿姆個人唱片公司旗下藝人們）
《The Re-Up》(2006)
《Shady XV》(2014)（XV是希臘數字的15, 紀念Shady Records成立15週年（1999－2014））

#### Bad Meets Evil（英语：Bad Meets Evil）
《Hell: The Sequel》（2011）

### 3.私制唱片（Bootleg mixtape）（沒有收錄在正規專輯中的 B-side 曲目）
《Straight from the Lab》（2003）
《Straight from the Lab Part 2》（2011）
《Straight from the Lab Part 3》（2024）

## 電影作品
《街頭痞子》（2002）
（2014）（客串本人）

### 電影原聲帶
《街頭痞子》（2002）
《震撼擂台》（2015）
附註：在阿姆主演的半自傳電影街頭痞子中的主題單曲"Lose Yourself"，被獲選為第75屆奧斯卡金像獎最佳原創歌曲獎，也是第一個以饒舌歌曲拿下這個獎項的藝人。

## 單曲排名
| 年 份 | 歌 曲                                                                          | Billboard Hot 100 | Billboard Hot R&B/Hip-Hop Songs | Billboard Rap Songs | UK Singles |
| 1999  | My Name Is                                                                     | 36                | 18                              | 10                  | 2          |
| -     | Guilty Conscience                                                              | -                 | 56                              | -                   | 5          |
| 2000  | The Real Slim Shady                                                            | 4                 | 11                              | 7                   | 1          |
| -     | The Way I Am                                                                   | 58                | 26                              | -                   | 8          |
| -     | Stan                                                                           | 51                | 36                              | -                   | 1          |
| 2002  | Without Me                                                                     | 2                 | 13                              | 5                   | 1          |
| -     | Cleanin' Out My Closet                                                         | 4                 | 11                              | -                   | 4          |
| -     | Lose Yourself                                                                  | 1 (12週)          | 4                               | 2                   | 1          |
| 2003  | Superman                                                                       | 15                | 44                              | 10                  | -          |
| -     | Sing For The Moment                                                            | 14                | -                               | 18                  | 6          |
| -     | Business                                                                       | -                 | 77                              | 25                  | 6          |
| 2004  | Just Lose It                                                                   | 6                 | 35                              | 7                   | 1          |
| -     | Encore                                                                         | 25                | 48                              | 20                  | -          |
| 2005  | Like Toy Soldiers                                                              | 34                | 64                              | -                   | 1          |
| -     | Mockingbird                                                                    | 11                | 51                              | 10                  | 4          |
| -     | Ass Like That                                                                  | 60                | 93                              | -                   | 4          |
| -     | When I'm Gone                                                                  | 8                 | 96                              | 22                  | 4          |
| 2006  | Shake That                                                                     | 6                 | -                               | 11                  | 90         |
| 2009  | Crack A Bottle (Eminem featuring Dr. Dre & 50 Cent)                            | 1                 | 60                              | 4                   | 4          |
| -     | We Made You                                                                    | 9                 | -                               | -                   | 4          |
| -     | 3 A.M.                                                                         | 32                | -                               | -                   | 56         |
| -     | Beautiful                                                                      | 17                | -                               | -                   | 38         |
| 2010  | Not Afraid                                                                     | 1 (空降冠軍)      | 7                               | 2                   | 5          |
| -     | Love The Way You Lie (Eminem featuring Rihanna)                                | 1 (7週)           | 7                               | 1                   | 2          |
| -     | No Love (Eminem featuring Lil' Wayne)                                          | 23                | 59                              | 9                   | 33         |
| 2011  | Space Bound                                                                    | -                 | -                               | -                   | 34         |
| -     | Fast Lane                                                                      | 32                | -                               | -                   | 66         |
| -     | Lighters                                                                       | 4                 | 75                              | 6                   | 10         |
| 2012  | Throw That (Slaughterhouse featuring Eminem)                                   | 98                | -                               | -                   | -          |
| -     | My Life (50 Cent featuring Eminem and Adam Levine)                             | 27                | 6                               | -                   | 2          |
| 2013  | Berzerk                                                                        | 3                 | 2                               | 1                   | 2          |
| -     | Survival                                                                       | 16                | -                               | 4                   | 22         |
| -     | Rap God                                                                        | 7                 | 2                               | 1                   | 5          |
| -     | The Monster (Eminem featuring Rihanna)                                         | 1 (4週)           | 1                               | 1                   | 1          |
| 2014  | Headlights                                                                     | 45                | 11                              | 5                   | 63         |
| -     | Guts Over Fear                                                                 | 22                | 6                               | 4                   | 10         |
| 2017  | Walk On Water (Eminem featuring Beyoncé)                                       | 14                | 6                               | -                   | 7          |
| -     | Untouchable                                                                    | 86                | 36                              | -                   | 73         |
| -     | River (Eminem featuring Ed Sheeran)                                            | 11                | 5                               | -                   | 1          |
| 2018  | Killshot                                                                       | 3                 | -                               | -                   | -          |
| -     | Not Alike                                                                      | 24                | -                               | -                   | -          |
| -     | fall                                                                           | 12                | -                               | -                   | -          |
| -     | Greatest                                                                       | 23                | -                               | -                   | -          |
| -     | Nice Guy                                                                       | 65                | -                               | -                   | -          |
| -     | Normal                                                                         | 39                | -                               | -                   | -          |
| -     | Lucky you                                                                      | 6                 | -                               | -                   | -          |
| -     | Good Guy                                                                       | 67                | -                               | -                   | -          |
| -     | stepping stone                                                                 | 42                | -                               | -                   | -          |
| -     | venom                                                                          | 49                | -                               | -                   | -          |
| -     | Kamikaze                                                                       | 16                | -                               | -                   | -          |
| -     | The ringer                                                                     | 8                 | -                               | -                   | -          |
| 2019  | Homicide (Logic featuring Eminem )                                             | 5                 | -                               | -                   | -          |
| 2020  | Darkness                                                                       | 28                | -                               | -                   | -          |
| -     | Godzilla (Eminem featuring Juice Wrld )                                        | 3                 | -                               | -                   | -          |
| -     | Premonition                                                                    | -                 | -                               | -                   | -          |
| -     | Unaccommodating (Eminem featuring Young M.A) )                                 | -                 | -                               | -                   | -          |
| -     | You Gon' Learn (Eminem featuring Royce da 5'9 and White Gold )                 | -                 | -                               | -                   | -          |
| -     | Those Kinda Nights (Eminem featuring Ed sheeran)                               | -                 | -                               | -                   | -          |
| -     | In Too Deep                                                                    | -                 | -                               | -                   | -          |
| -     | Leaving Heaven (Eminem featuring Skylar Grey)                                  | -                 | -                               | -                   | -          |
| -     | Yah Yah (Eminem featuring Royce da 5'9 and Black Thought and Q-Tip and Denaun) | -                 | -                               | -                   | -          |
| -     | Stepdad                                                                        | -                 | -                               | -                   | -          |
| -     | Marsh                                                                          | -                 | -                               | -                   | -          |
| -     | Never Love Again                                                               | -                 | -                               | -                   | -          |
| -     | Little Engine                                                                  | -                 | -                               | -                   | -          |
| -     | Lock It Up (Eminem featuring Anderson Paak)                                    | -                 | -                               | -                   | -          |
| -     | Farewell                                                                       | -                 | -                               | -                   | -          |
| -     | No Regrets                                                                     | -                 | -                               | -                   | -          |
| -     | I Will (Eminem featuring KXNG Crooked and Royce 5'9 and Joell Ortiz)           | -                 | -                               | -                   | -          |

## 影響
許多藝人都認為阿姆具有影響力、包括Regina Spektor、威肯、Crooked I、Tech N9ne、Logic、小韋恩、妮琪·米娜、T.I.、B.o.B、洁妮·爱子、50 Cent、亚瑟小子、Earl Sweatshirt、Ab-Soul、Freddie Gibbs、肯德里克·拉马尔、紅髮艾德、拉娜·德雷、大肖恩、J·科尔、斯盖拉·格蕾、Bubba Sparxxx、Asher Roth、Phresher、BlocBoy JB、机关枪凯利、Yelawolf、Hopsin、造物主泰勒、Hollywood Undead、基娅拉、Chris Webby、Charles Hamilton、饶舌者钱斯、Jon Connor、Snow Tha Product、Stalley、Royce da 5'9"、乔伊纳·卢卡斯、Joe Budden、Tony Yayo、The Game、朱斯·沃尔德和BTS。
饒舌歌手David Banner、Tech N9ne、Hopsin、G-Eazy、Boosie Badazz、维兹·卡利法、Kevin Gates、德雷克、50 Cent、Talib Kweli、Kool G. Rap、Charles Hamilton、 King Los、Logic、J·科尔、Redman、Kurupt、E-40、Dr. Dre、艾斯·库伯、纳斯、Young Jeezy、NORE、Joe Budden、Ab-Soul、大肖恩、肯德里克·拉马尔、神奇小子、Jon Connor、 Royce Da 5'9"、Big Daddy Kane、Rakim、T.I.、肯伊·威斯特、Masta Ace、Bow Wow、乔伊纳·卢卡斯、 B-Real、 Willie D、巴斯达韵、 Phresher、ChenZ、Gotty、KR、Akon、Stalley、The Game、Dave East、MI Abaga、Chuck D、Joell Ortiz、Crooked I、賈達基斯、Fat Joe、 Twista、 Lil B、卢佩·菲亚斯科、Cormega、Flavor Flav、Remy Ma、Russ、Nick Cannon、The DOC、 CeeLo Green、Pharoahe Monch、 Ty Dolla Sign、机关枪凯利、Yelawolf和Jay-Z各自稱Eminem是有史以來最偉大的饒舌歌手之一。

### 世界紀錄
《饒舌之神》（Rap God）一曲、創下最多文字的流行歌曲的金氏世界紀錄。

### 狂迷事件
位處蘇格蘭的Nikki Patterson，19 歲開始在身上刺上第一個Eminem紋身。在2020年，她全身上下共有16 個Eminem頭像紋身，打破金氏世界紀錄「單位音樂人頭像被紋身最多次數」。

## 延伸阅读
- Bozza, Anthony. . New York: Crown Publishing Group. 2003. ISBN 1-4000-5059-6.
- Cohen, Sara. . Ashgate Publishing, Ltd. 2007. ISBN 978-0-7546-3243-6.
- Edwards, Paul. . Chicago: Chicago Review Press. 2009. ISBN 978-1-55652-816-3.
- Goldberg, Bernard. . New York City: HarperCollins. 2005. ISBN 0-06-076128-8.
- Parker, Scott F. . McFarland. 2014. ISBN 9781476618647.

## 外部連結
- 官方网站
- Eminem在互联网电影资料库（IMDb）上的資料（英文）